# Jess Thorup
Jess Thorup (Hjerting, Dinamarca, 21 de febrero de 1970) es un exjugador y entrenador de fútbol danés. Actualmente está sin club.

## Carrera como jugador
Thorup progresó en la academia juvenil de Odense BK. Hizo su debut profesional con el club en 1989 y ganó el título de la Liga danesa el mismo año. Tanto en 1991 como en 1993, Thorup también formó parte del equipo que ganó la Copa de Dinamarca. En 1996, se mudó a Alemania y se unió al KFC Uerdingen 05, que compitió en el 2. Bundesliga. Después de solo tres goles en 39 partidos de liga, se pasó al fútbol austriaco a mitad de la temporada 1997-98, donde se unió al FC Tirol Innsbruck. Regresó a Dinamarca en el verano de 1998 y jugó en el Esbjerg fB hasta 2005. Luego firmó con HamKam en Noruega, antes de regresar a Esbjerg, donde se retiró en 2006.

## Carrera como entrenador

### Esbjerg
En 2006, Thorup regresó a Esbjerg fB como asistente de Troels Bech. Después del despido de su jefe en noviembre de 2008, se hizo cargo del equipo como técnico interino durante tres partidos, pero luego volvió al puesto de asistente del nuevo entrenador Ove Pedersen. Después de su renuncia el 14 de marzo de 2011, fue ascendido a entrenador, pero no pudo evitar el descenso de la Superliga de Dinamarca. Después de lograr el ascenso directo al año siguiente, el equipo se colocó en las regiones medias de la tabla de la liga y ganó la Copa de Dinamarca en la temporada 2012-13, superando al Randers. Luego, Thorup fue elegido Entrenador de fútbol danés del año en 2013.

### Dinamarca U21
El 21 de febrero de 2013 se anunció que a partir del 1 de junio de 2013 se convertiría en el entrenador de la selección de fútbol sub-21 de Dinamarca, dejando así el Esbjerg fB. Como entrenador de la selección sub-21, participó en la Eurocopa de 2015, en donde la selección danesa alcanzó las semifinales. Allí, perdieron ante los eventuales ganadores Suecia.

### Midtjylland
Después de la Eurocopa, Thorup regresó al fútbol de clubes y se hizo cargo del Midtjylland como sucesor de Glen Riddersholm, quien había renunciado después de ganar el título de liga, el primero de Midtjylland. Después de que fueran eliminados de la clasificación para la Liga de Campeones de la UEFA por el club chipriota APOEL, el equipo sobrevivió a la fase de grupos de la UEFA Europa League 2015-16 bajo el liderazgo de Thorup. En los octavos de final, el club llamó la atención con una victoria por 2-1 en el partido de ida sobre el Manchester United, pero fue eliminado de la competencia después de una derrota por 5-1 en el partido de vuelta.

### Gent y Genk
El 10 de octubre de 2018, Thorup fue contratado como entrenador por el club belga Gent. Gent terminó la temporada 2018-19 en quinto lugar en los play-offs del campeonato. En julio de 2019, Mechelen fue sancionado por manipular el juego de la Primera División A belga contra el Waasland-Beveren el 11 de marzo de 2018 en la temporada 2017-18, incluida la expulsión de la Europa League. Todos los clubes belgas ascendieron a un puesto de clasificación. La última plaza que quedó vacante fue ocupada por el Gent como primer club no clasificado, por lo que el Gent se clasificó para la UEFA Europa League y jugó su primer partido en la segunda ronda de clasificación contra el Viitorul Constanța. A través de las otras rondas de clasificación, el club finalmente llegó a la fase de grupos, donde ganó el Grupo I con tres victorias y tres empates. Gent participó en los dieciseisavos de final, donde fue eliminado por la Roma. En la temporada 2019-20, Gent ocupaba el segundo lugar detrás del Brujas cuando la liga fue cancelada después de la jornada 29 de la ronda principal debido a la pandemia de COVID-19. Como se utilizó la tabla de abandonos para los puestos europeos, Gent se clasificó para la tercera ronda de clasificación para la UEFA Champions League 2020-21.
Después de que el club perdiera los dos primeros partidos de la temporada 2020-21, Thorup fue despedido el 20 de agosto de 2020. El 24 de septiembre, fue contratado por Genk como el nuevo entrenador. Firmó un contrato allí hasta el verano de 2023.

### Copenhague
A principios de noviembre de 2020, Thorup recibió una oferta de FC Copenhague para convertirse en su nuevo entrenador después de que Ståle Solbakken fuera despedido el 10 de octubre. A petición de Thorup, Genk rescindió su contrato. Thorup firmó contrato en Copenhague hasta el verano de 2024.
En su primera temporada como entrenador de Copenhague, guio al club a un tercer puesto en la Superliga danesa. Esto significó que el club participara en la temporada inaugural de la UEFA Conference League, y Thorup llevó a su equipo a los octavos de final, en los que fueron derrotados por el PSV Eindhoven. Su segunda temporada al frente del F.C. Copenhague terminó con el club coronado como campeón danés después de ganar la Superliga danesa 2021-22.
La Superliga danesa 2022-23 comenzó mal para el club, pero lograron clasificarse para la Liga de Campeones de la UEFA 2022-23 después de derrotar al Trabzonspor 2-1 en el global. Sin embargo, el 20 de septiembre de 2022, F.C. Copenhague anunció que el club había cesado a Thorup como entrenador debido al mal comienzo de la temporada en la Superliga.

### F. C. Augsburgo
El 16 de octubre de 2023, fue confirmado como entrenador del F. C. Augsburgo y firmó un contrato hasta junio de 2025. Tomó las riendas del club en el puesto N°15 y logró guiarlos hasta la posición N°11 en su primera temporada. El 23 de mayo de 2025, fue despedido de su cargo por la directiva del equipo en busca de un "mejor desarrollo y dirección" para el Fuggerstädter.

## Clubes

### Como jugador
| Club               | País      | Año       |
| ------------------ | --------- | --------- |
| Odense BK          | Dinamarca | 1989-1996 |
| KFC Uerdingen 05   | Alemania  | 1996-1998 |
| FC Tirol Innsbruck | Austria   | 1998      |
| Esbjerg fB         | Dinamarca | 1998-2005 |
| HamKam             | Noruega   | 2005      |
| Esbjerg fB         | Dinamarca | 2006      |

### Como entrenador
| Club                                 | País      | Año       |
| ------------------------------------ | --------- | --------- |
| Esbjerg fB                           | Dinamarca | 2011-2013 |
| Selección sub-20/sub-21 de Dinamarca | Dinamarca | 2013-2015 |
| Midtjylland                          | Dinamarca | 2015-2018 |
| K. A. A. Gante                       | Bélgica   | 2018-2020 |
| K. R. C. Genk                        | Bélgica   | 2020      |
| F. C. Copenhague                     | Dinamarca | 2020-2022 |
| F. C. Augsburgo                      | Alemania  | 2023-2025 |

## Palmarés

### Como jugador

#### Campeonatos nacionales
| Título                 | Club      | País      | Año     |
| ---------------------- | --------- | --------- | ------- |
| Superliga de Dinamarca | Odense BK | Dinamarca | 1989    |
| Copa de Dinamarca      | Odense BK | Dinamarca | 1990-91 |
| Copa de Dinamarca      | Odense BK | Dinamarca | 1992-93 |

### Como entrenador

#### Campeonatos nacionales
| Título                        | Club             | País      | Año     |
| ----------------------------- | ---------------- | --------- | ------- |
| Primera División de Dinamarca | Esbjerg fB       | Dinamarca | 2011-12 |
| Copa de Dinamarca             | Esbjerg fB       | Dinamarca | 2012-13 |
| Superliga de Dinamarca        | Midtjylland      | Dinamarca | 2017-18 |
| Superliga de Dinamarca        | F. C. Copenhague | Dinamarca | 2021-22 |